# عمر کاوور
عمر کاوور (انگلیسی: Ömer Kavur; ۱۸ ژوئن ۱۹۴۴ – ۱۲ مهٔ ۲۰۰۵) کارگردان فیلم، و فیلم‌نامه‌نویس اهل ترکیه بود.